# Кашин, Евгений Борисович
Евгений Борисович Кашин (9 мая 1966 — 20 июня 2001) — советский и российский футболист, защитник.

## Биография
Дебютировал на взрослом уровне в 1984 году, во время службы в армии в составе новосибирского СКА в соревнованиях коллективов физкультуры. Во второй половине 1980-х годов выступал за рубцовское «Торпедо» во второй лиге, провёл более 100 матчей.
В 1991 году вместе с товарищем по рубцовскому клубу Олегом Раззамазовым перешёл в «Томь», где провёл следующие семь сезонов. В 1997 году стал победителем зонального турнира второго дивизиона, однако в том сезоне сыграл лишь 9 матчей, по окончании сезона покинул команду. Всего в составе томского клуба сыграл 172 матча и забил 6 голов, из них в первенствах СССР и России — 163 матча и 6 голов.
После ухода из «Томи» выступал за новокузнецкий «Металлург» и барнаульское «Динамо». В начале 2000 года провёл 5 матчей в высшей лиге Казахстана за «Жетысу», дебютный матч сыграл 16 апреля 2000 года против «Жениса».
Погиб в 2001 году. В Томске в течение нескольких лет проводился турнир его памяти по мини-футболу.